# Godmanstone
Godmanstone är en ort och civil parish i Storbritannien.   Den ligger i kommunen Dorset och riksdelen England, i den södra delen av landet, 180 km sydväst om huvudstaden London. Godmanstone ligger 94 meter över havet och antalet invånare är 130.
Terrängen runt Godmanstone är platt. Runt Godmanstone är det ganska tätbefolkat, med 86 invånare per kvadratkilometer. Närmaste större samhälle är Weymouth, 17,8 km söder om Godmanstone. Trakten runt Godmanstone består till största delen av jordbruksmark.